# Інгвеонські мови
Північноморські германські мові, також знана як інгвеонські мови — постулююча група північно-західногерманських мов, яка складається з давньофризької, давньоанглійської та давньосаксонської та їхніх нащадків.
Групування було вперше запропоновано німецьким лінгвістом Фрідріхом Мауером в 1942 році у праці «Nordgermanen und Alemanen» як альтернативу суворим деревним діаграмам, які стали популярними після робіт лінгвіста 19 століття Августа Шлейхера і припускали існування спеціальної англо-фризької групи. Інші угруповання — істваеонські, з істваеонів, включаючи нідерландську, африкаанс та споріднені мови; та ірмінонік, з ірмінонів, включаючи верхньонімецькі мови.

## Назва
Інгвеонські мови названо на честь інгевонів, західногерманської культурної групи або протоплемені вздовж узбережжя Північного моря, яку згадували як Тацит, так і Пліній Старший (останній також згадував, що племена до групи включали кімври, тевтони та хавки). Ця група розглядається не як монолітна прамова, а як група близькоспоріднених діалектів, які зазнали кількох ареальних змін у відносному унісоні.

## Характеристики
Мовні докази інгвеонських мов — це низка поширених нововведень, що спостерігаються у старофризькій, староанглійській та старосаксонській мовах, наприклад:
- Так званий закон носового спіранта інвеона: перетворюється *munþ «рот» на *mų̄þ (для прикладу, староанглійське mūþ).
- Втрата зворотних займенників третьої особи[1]
- Втрата розрізнення осіб у формах множини дієслів, що об'єднало три форми в одну форму:[2] *habjum «ми маємо» і *habēþ «ти (множина) маєш» з *habją̄þ «у них є»
- Розвиток слабких дієслів III класу в реліктовий клас, що складається з чотирьох дієслів (*sagjan «говорити», *hugjan «думати», *habjan «мати», *libjan «жити»)
- Розщеплення слабкого дієслова класу II із закінченням *-ōn на *-ōjan: перетворило *makōn «робити» на *makōjan
- Розвиток закінчення множини *-ōs в іменниках a-основи
- Розвиток численних нових слів, наприклад заміна *newun «дев'ять» на *nigunі і *minni «менше» (прислівник) на *laisi[3]

Кілька, але не всі, характеристики також зустрічаються в нідерландській мові, яка, як правило, не підпадала під дію закону назального спіранта (за винятком кількох слів), зберігала три різні закінчення множини (лише для того, щоб об'єднати їх у пізнішій, непов'язаній зміні), і показує -s у множині лише в обмеженій кількості слів. Однак він втратив зворотний займенник (хоча згодом відновив його через запозичення) і мав ті самі чотири реліктових слабких дієслова в III класі.